# 삼성로 (군포시)
삼성로(三姓路)은 경기도 군포시 부곡동 삼성지하차도 사거리와 군포시 당동 안양베네스트골프클럽 삼거리를 잇는 군포시의 도로이다.

## 특이사항
삼성로는 종점과 시점이 군포로와 연결돼 있으며, 삼성마을의 도로라 하여 삼성로 라고 개칭 됐다.
삼성지하차도 사거리에서는 한국복합물류와 직결 된다.

## 구간
- 삼성지하차도 사거리 (군포로, 복합물류로(한국복합물류))
- 삼성마을 사거리
- 삼성녹화 터널
- (삼거리)
- (삼거리)
- 안양베네스트골프클럽 삼거리 (군포로)